# Mlle V. en costume d'espada
Mlle V. en costume d'espada, également appelé Victorine Meurent en costume d'espada, est un tableau réalisé par le peintre Édouard Manet en 1862. L'œuvre fut présentée au Salon des Refusés de 1863, tout comme le Déjeuner sur l'herbe et le Jeune homme en costume de majo.

## Réception de l'œuvre
La toile est un audacieux portrait du modèle préféré de Manet, Victorine Meurent, travestie en homme. Victorine feint de participer en tant qu’espada à une tauromachie. Tout est mis en œuvre cependant pour montrer que le sujet n’est qu’une supercherie : Victorine, du fait de la menace représentée par le taureau, ne devrait normalement pas fixer le spectateur avec autant d’insistance. L’ensemble de la scène est tout simplement un prétexte visant à représenter le modèle dans des habits masculins et donc à faire ressortir de manière plus éclatante encore sa féminité.
La toile a été considérée par Émile Zola comme une œuvre « d'une vigueur rare et d'une extrême puissance de ton (...) Selon moi, le peintre y a été plus coloriste qu'il n'a coutume de l'être. Les taches sont grasses et énergiques et elles s'enlèvent sur le fond avec toutes les brusqueries de la nature. »
Elle a en revanche été énergiquement désapprouvée par d'autres critiques. Jules-Antoine Castagnary et Théophile Thoré-Burger en ont fait un sévère compte rendu lors du salon des refusés de 1863. Ils lui reprochaient sa couleur trop éclatante. Théophile Thoré-Burger était particulièrement virulent « (...) une demoiselle de Paris en costume de espada, agitant son manteau pourpre dans le cirque d'un combat de taureau. Monsieur Manet adore l'Espagne et son maître d'affection paraît être Francisco de Goya dont il imite les tons vifs et heurtés. »

## Période hispanisante de Manet
Mademoiselle Victorine marque le début d'une période hispanisante de Manet, qui ne cesse de manifester son admiration pour l'Espagne, son art et ses spectacles de tauromachie. Ceux-ci vont lui inspirer Épisode d’une course de taureaux, qu'il découpera ensuite en deux tableaux : L'Homme mort et La Corrida. De son voyage en Espagne, il rapportera des sujets plus directement liés à la tauromachie comme Combat de taureau ou Le Matador saluant, bien éloignés de ce que Beatrice Farwell appelle un « geste de défi »  : habiller une demi-mondaine en homme. Sur ce point, la critique d'art rapproche la démarche de Manet des portraits de la duchesse d'Alba par Francisco de Goya (La Duchesse d'Alba en blanc, La Duchesse d'Alba en noir, La Duchesse d'Alba et la bigote, etc.). L'aristocrate s'affichait volontiers en habits de toréador, suivant la mode des majos et majas alors en vogue : le manolisme. 
Manet ne visita l'Espagne qu'en 1865, mais il avait dans son atelier une collection de costumes qu'il utilisait comme accessoires et qui lui étaient fournis par un marchand espagnol du passage Jouffroy. Comme le remarque Beatrice Farwell, on retrouve ce même costume dans d'autres tableaux de Manet : Le Chanteur espagnol et le Jeune homme en costume de majo.

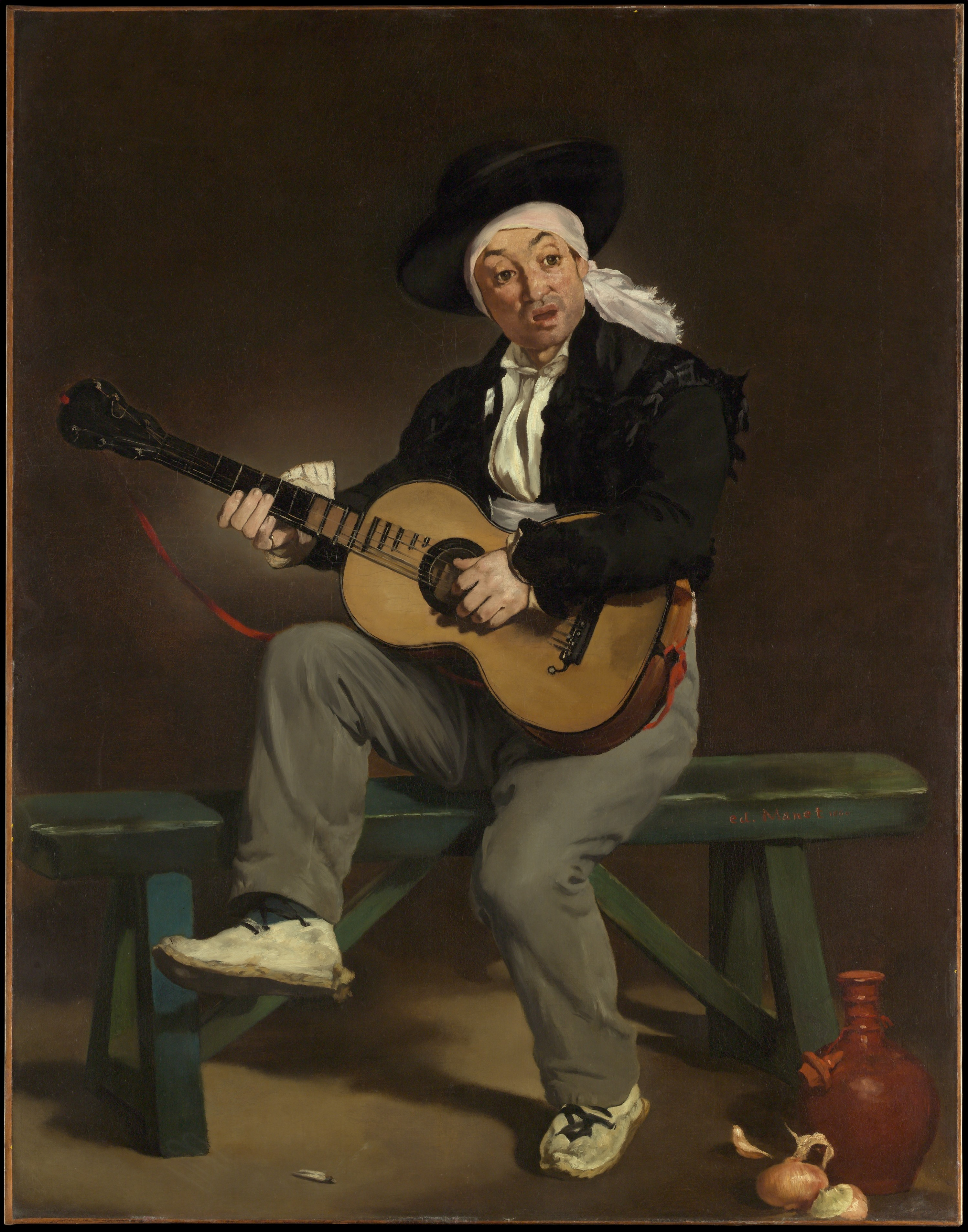
Le Chanteur espagnol (1860)
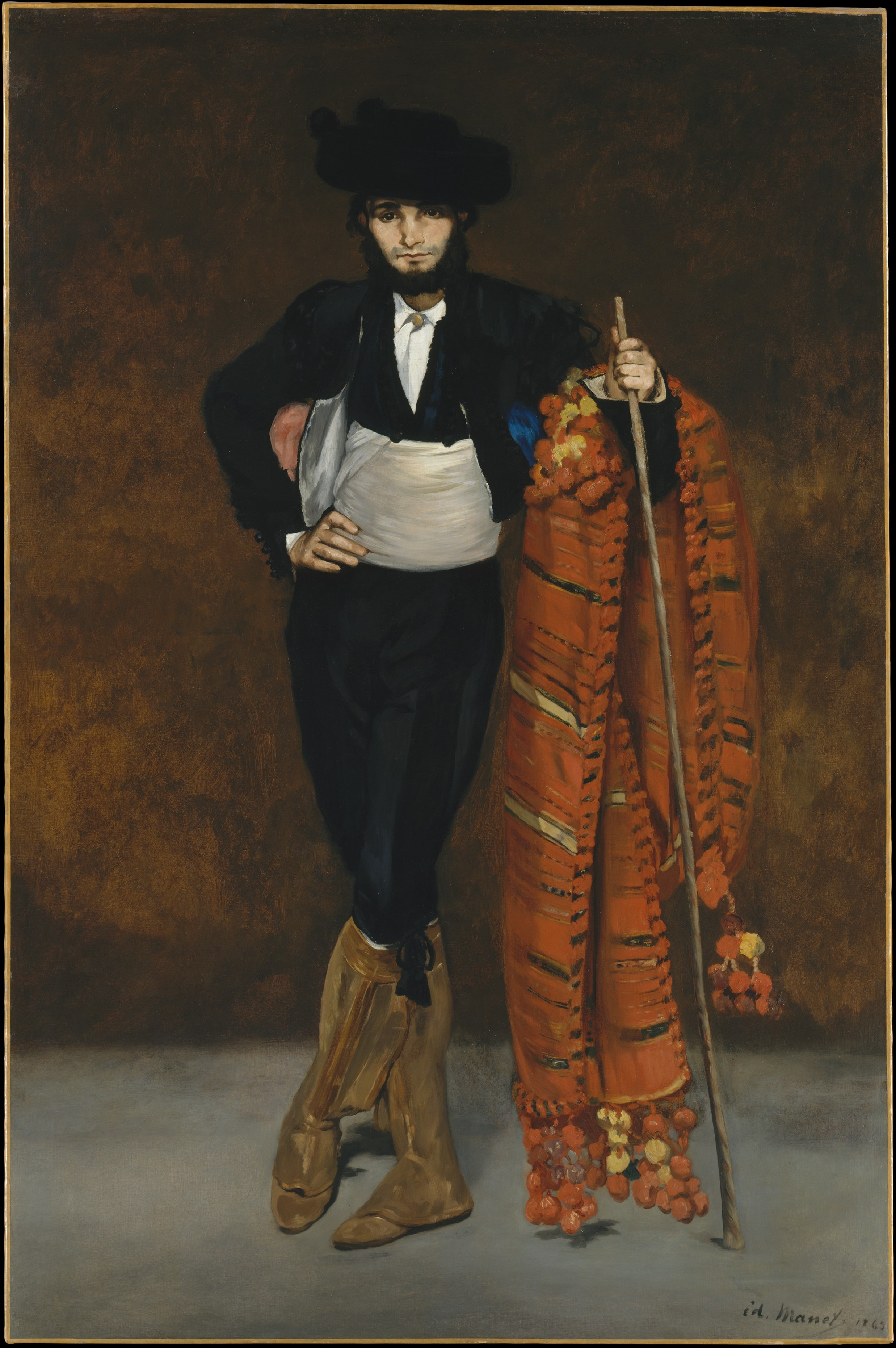
Jeune homme en costume de majo (1863)
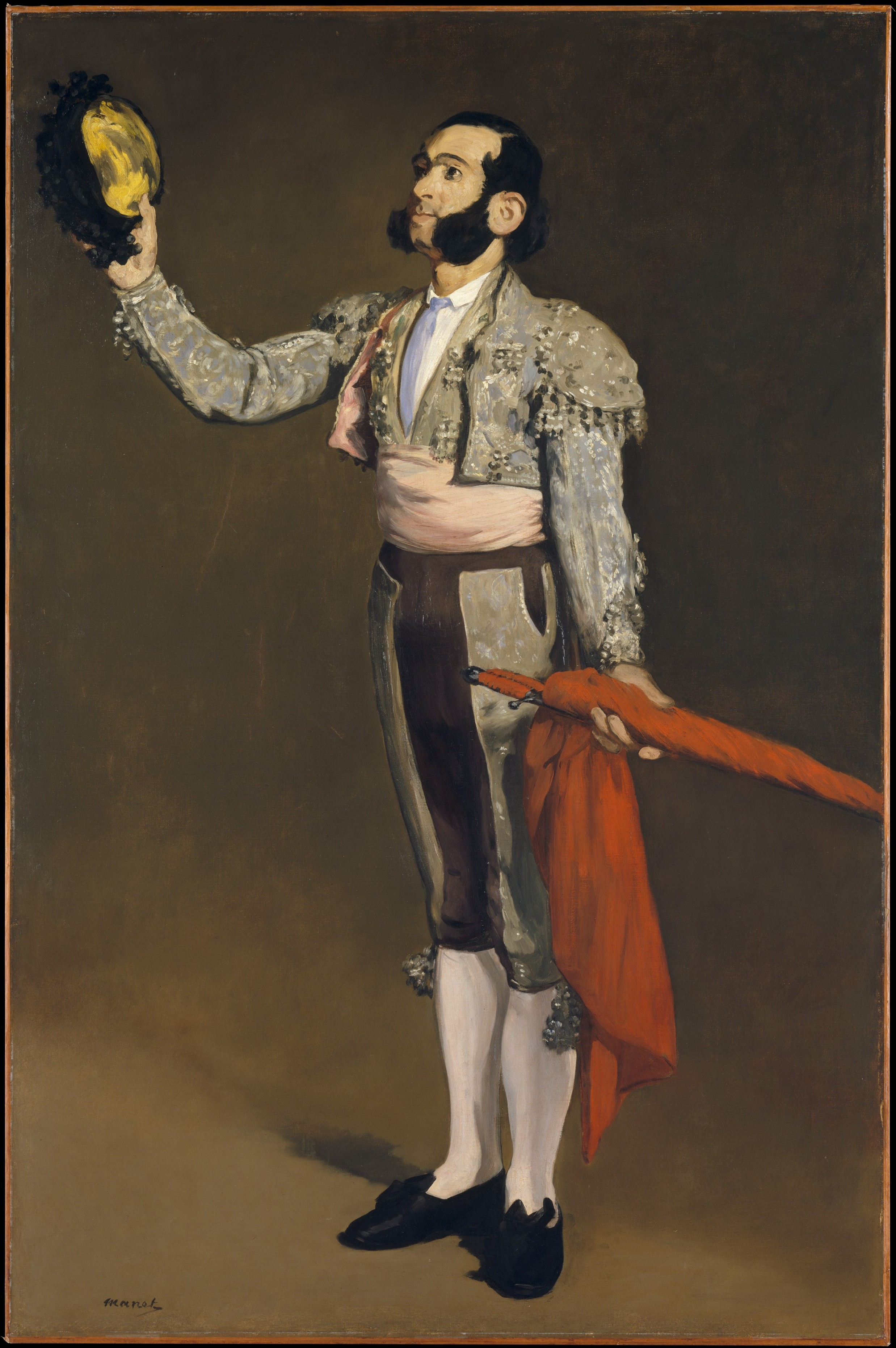
Le Matador saluant (1866–1867)

## L'inspiration tauromachique et le nu
Il est possible que Manet se soit familiarisé avec les coutumes de Madrid et les détails de la tauromachie à travers le Voyage en Espagne de Théophile Gautier, ou les descriptions de la corrida données par Prosper Mérimée.
Une analyse du tableau aux rayons X a permis de découvrir que Mademoiselle Victorine en costume d'espada a été peinte par-dessus l'image d'une femme nue, assise, qu'on ne peut rattacher à aucune œuvre de l'artiste. 
Il existe une aquarelle et encre sur mine de plomb du même sujet (30,5 × 29 cm) conservée au Museum of Art de la Rhode Island School of Design, et encore trois eaux-fortes et aquatintes, dont deux exemplaires sont conservés à la Bibliothèque nationale de France, à Paris, et un exemplaire (3e état) au Metropolitan Museum of Art de New York.